# Academia de la Fuerza Aérea de los Estados Unidos

Escudo de la Academia de la Fuerza Aérea de los Estados Unidos.

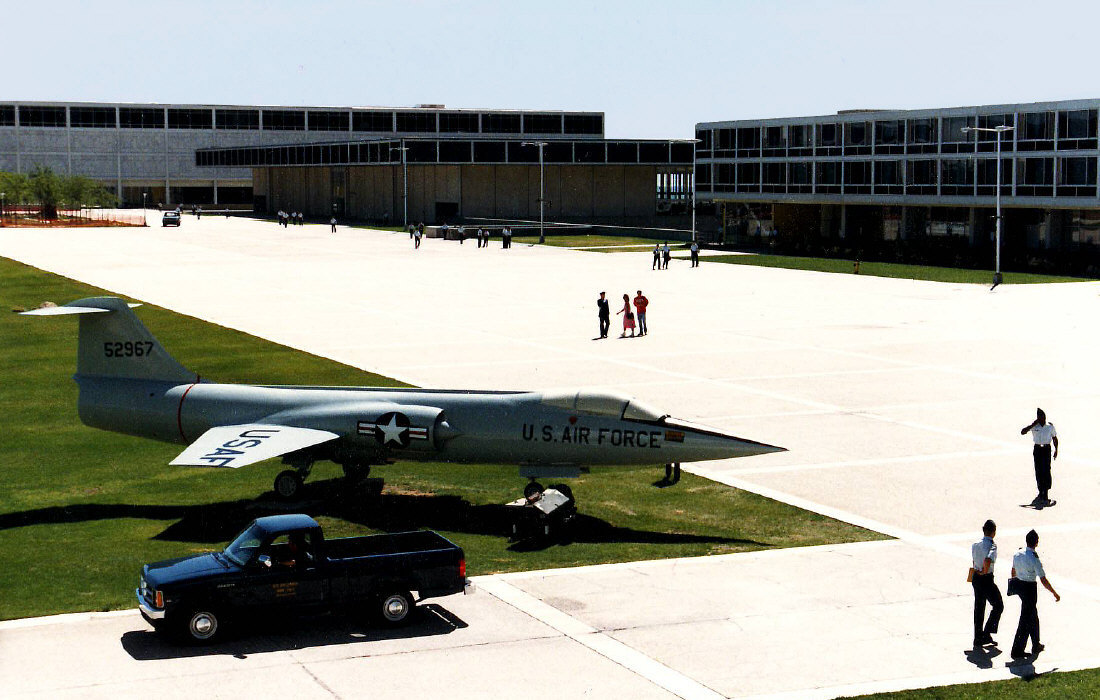
El campus en 1988.

La Academia de la Fuerza Aérea de los Estados Unidos (en inglés: United States Air Force Academy) es una institución académica para la formación de oficiales comisionados a la Fuerza Aérea. Se ubica en Colorado Springs.
Fue creada por un decreto de Congreso en 1954 e inaugurada en 1955. Los graduados reciben un Título de Grado y un rango de segundo teniente. La mayoría que están físicamente capacitados pasan a las escuelas de entrenamiento de pilotos de la fuerza aérea.
Los candidatos pueden provenir de las filas del ejército o de la fuerza aérea, pueden ser hijos de excombatientes fallecidos de las fuerzas armadas o ser designados por los senadores, embajadores, presidente o vicepresidente estadounidenses. Todos los aspirantes deben tomar un examen de admisión competitivo.
Alberga diversos edificios, algunos de importancia arquitectónica, como la Capilla de Cadetes, terminada en 1962.

## Deportes
- Datos: Q1331280
- Multimedia: United States Air Force Academy / Q1331280